# Sân bay Brindisi
Sân bay Papola Casale (IATA: BDS, ICAO: LIBR), tên tiếng Ý là Aeroporto internazionale del Salento, là một sân bay gần Brindisi, phía nam Italia. Sân bay này có một đường băng dài 2628 m và một đường dài 1940 m bề mặt nhựa đường.

## Các hãng hàng không và các tuyến điểm

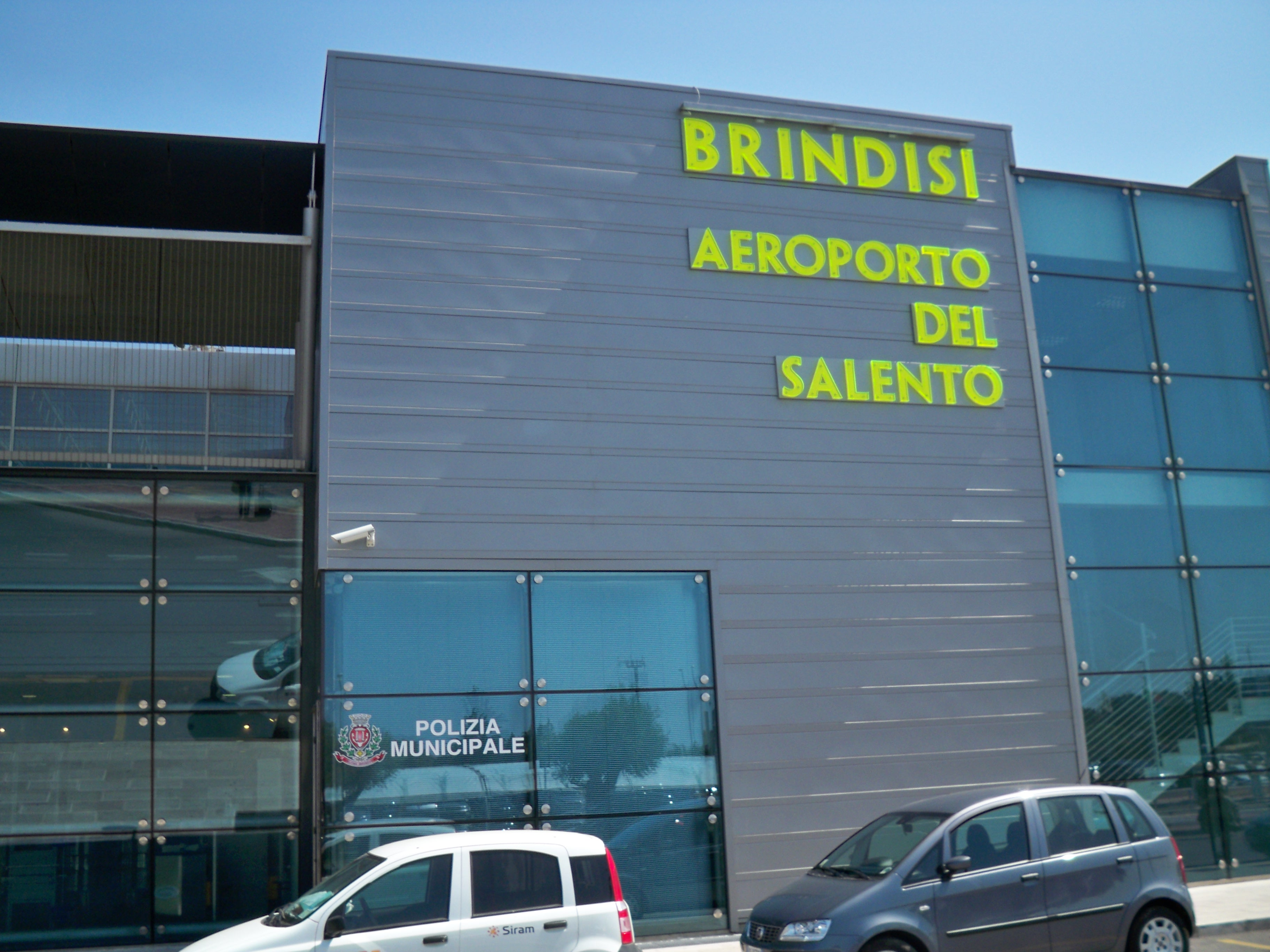

Hiện có các hãng hàng không sau đang hoạt động tại sân bay này:
- Air Italy (Verona)
- Alitalia (Milan-Linate, Rome-Fiumicino)
- Easyjet (Milan-Malpensa) [bắt đầu ngày 1 tháng 10]
- Helvetic Airways (Zürich)
- MyAir (Bologna, Milan-Orio Al Serio)
- Ryanair (London-Stansted)